# Primera divisió espanyola de futbol 1946-1947
Resum de l'activitat de la temporada 1946-1947 de la Primera divisió espanyola de futbol.

## Equips participants
| Club                | Ciutat               | Estadi        |
| ------------------- | -------------------- | ------------- |
| Atlético Bilbao     | Bilbao               | San Mamés     |
| Atlètic de Madrid   | Madrid               | Metropolitano |
| FC Barcelona        | Barcelona            | Les Corts     |
| CE Castelló         | Castelló de la Plana | Castàlia      |
| Celta de Vigo       | Vigo                 | Balaídos      |
| Deportivo La Coruña | La Corunya           | Riazor        |
| RCD Espanyol        | Barcelona            | Sarrià        |
| Reial Múrcia CF     | Múrcia               | La Condomina  |
| Reial Oviedo        | Oviedo               | Buenavista    |
| Real Gijón          | Gijón                | El Molinón    |
| Reial Madrid        | Madrid               | Metropolitano |
| CE Sabadell         | Sabadell             | Creu Alta     |
| Sevilla FC          | Sevilla              | Nervión       |
| València            | València             | Mestalla      |

## Classificació general
| Pos | Equip                   | PJ | PG | PE | PP | GF | GC | DG  | Pts | Classificació o descens |
| --- | ----------------------- | -- | -- | -- | -- | -- | -- | --- | --- | ----------------------- |
| 1   | València (C)            | 26 | 16 | 2  | 8  | 54 | 34 | +20 | 34  | Campió                  |
| 2   | Atlético Bilbao         | 26 | 15 | 4  | 7  | 72 | 38 | +34 | 34  |                         |
| 3   | Atlètic de Madrid       | 26 | 13 | 6  | 7  | 58 | 44 | +14 | 32  |                         |
| 4   | FC Barcelona            | 26 | 14 | 3  | 9  | 59 | 42 | +17 | 31  |                         |
| 5   | CE Sabadell             | 26 | 11 | 8  | 7  | 42 | 36 | +6  | 30  |                         |
| 6   | Sevilla FC              | 26 | 12 | 5  | 9  | 54 | 48 | +6  | 29  |                         |
| 7   | Reial Madrid            | 26 | 11 | 5  | 10 | 62 | 56 | +6  | 27  |                         |
| 8   | Reial Oviedo            | 26 | 10 | 7  | 9  | 52 | 42 | +10 | 27  |                         |
| 9   | Celta de Vigo           | 26 | 11 | 4  | 11 | 53 | 48 | +5  | 26  |                         |
| 10  | Real Gijón              | 26 | 10 | 5  | 11 | 51 | 59 | −8  | 25  |                         |
| 11  | RCD Espanyol            | 26 | 9  | 1  | 16 | 46 | 59 | −13 | 19  |                         |
| 12  | Reial Múrcia CF (R)     | 26 | 6  | 7  | 13 | 30 | 58 | −28 | 19  | Promoció                |
| 13  | Deportivo La Coruña (R) | 26 | 5  | 8  | 13 | 32 | 60 | −28 | 18  | Descens                 |
| 14  | CE Castelló (R)         | 26 | 4  | 5  | 17 | 39 | 80 | −41 | 13  | Descens                 |

## Resultats
| Casa \ Fora         | ATB | ATM | BAR | CAS | CEL | DEP | ESP | MUR | OVI | RGI | RMA | SAB | SEV | VAL |
| ------------------- | --- | --- | --- | --- | --- | --- | --- | --- | --- | --- | --- | --- | --- | --- |
| Atlético Bilbao     | —   | 3–1 | 1–0 | 6–0 | 3–2 | 6–0 | 4–1 | 6–2 | 4–1 | 6–2 | 2–0 | 2–1 | 5–0 | 0–1 |
| Atlètic de Madrid   | 4–0 | —   | 2–2 | 3–2 | 3–2 | 3–1 | 8–3 | 2–2 | 5–2 | 2–2 | 2–3 | 1–3 | 1–1 | 1–1 |
| FC Barcelona        | 2–1 | 3–2 | —   | 3–3 | 1–1 | 5–0 | 5–0 | 6–2 | 2–0 | 4–1 | 3–2 | 0–1 | 5–1 | 2–1 |
| CE Castelló         | 2–2 | 0–2 | 4–1 | —   | 1–2 | 1–1 | 4–3 | 1–0 | 3–3 | 0–2 | 2–3 | 4–0 | 1–4 | 2–4 |
| Celta de Vigo       | 3–2 | 0–4 | 2–1 | 0–0 | —   | 4–2 | 3–2 | 6–0 | 3–3 | 6–2 | 3–4 | 2–1 | 3–0 | 1–2 |
| Deportivo La Coruña | 3–3 | 1–0 | 3–2 | 8–1 | 1–4 | —   | 1–0 | 3–1 | 2–2 | 1–1 | 2–2 | 1–1 | 0–0 | 0–0 |
| RCD Espanyol        | 0–3 | 4–1 | 0–1 | 5–0 | 2–0 | 3–1 | —   | 2–3 | 2–1 | 2–1 | 4–2 | 1–2 | 4–0 | 1–2 |
| Reial Múrcia CF     | 2–4 | 1–2 | 0–1 | 2–0 | 0–2 | 1–0 | 1–2 | —   | 0–0 | 5–4 | 1–1 | 0–0 | 1–1 | 1–0 |
| Reial Oviedo        | 3–0 | 4–0 | 2–3 | 4–1 | 2–0 | 3–1 | 4–0 | 3–0 | —   | 3–2 | 0–0 | 0–1 | 4–2 | 4–1 |
| Real Gijón          | 1–0 | 1–2 | 3–1 | 4–0 | 3–0 | 2–0 | 1–1 | 4–1 | 1–1 | —   | 2–1 | 3–1 | 1–4 | 4–1 |
| Reial Madrid        | 3–6 | 1–2 | 2–1 | 7–4 | 3–3 | 5–0 | 2–0 | 5–0 | 2–0 | 4–0 | —   | 1–3 | 3–0 | 2–4 |
| Sabadell            | 1–1 | 1–1 | 1–4 | 4–1 | 2–0 | 3–0 | 3–1 | 1–1 | 1–1 | 2–2 | 3–3 | —   | 3–1 | 3–0 |
| Sevilla FC          | 2–2 | 1–2 | 3–1 | 4–2 | 2–0 | 4–0 | 3–1 | 1–1 | 2–1 | 5–2 | 5–0 | 4–0 | —   | 3–1 |
| València            | 1–0 | 0–2 | 4–0 | 3–0 | 2–1 | 3–0 | 3–2 | 1–2 | 4–1 | 6–0 | 4–1 | 1–0 | 4–1 | —   |

### Promoció
| Reial Múrcia CF | 0–2     | Reial Societat |
| --------------- | ------- | -------------- |
|                 | Informe |                |

 Estadi Metropolitano de Madrid, (Madrid)        

### Resultats finals
- Campió: València CF.
- Descensos: Deportivo de La Coruña, CE Castelló i Reial Múrcia CF.
- Ascensos: CD Alcoià, Nàstic de Tarragona i Reial Societat.
- Màxim golejador:  Zarra (Athletic Club).
- Porter menys golejat:  Lezama (Athletic Club).

## Màxims golejadors
| Posició | Jugador          | Equip             | Gols |
| ------- | ---------------- | ----------------- | ---- |
| 1r      | Zarra            | Athletic Club     | 34   |
| 2n      | Pruden           | Reial Madrid      | 22   |
| 3r      | Juan Araujo      | Sevilla FC        | 21   |
| 4t      | Ángel Calvo      | RCD Espanyol      | 19   |
| 5è      | Isidro Lángara   | Reial Oviedo      | 18   |
| ·       | Francisco Méndez | Sporting de Gijón | 18   |
| 7è      | Pahiño           | Celta de Vigo     | 17   |
| 8è      | Panizo           | Athletic Club     | 16   |

## Porter menys golejat
| Posició | Jugador               | Equip                  | Gols | Partits | Mitjana |
| ------- | --------------------- | ---------------------- | ---- | ------- | ------- |
| 1r      | Raimundo Pérez Lezama | Athletic Club          | 29   | 23      | 1,23    |
| 2n      | Ricard Pujol          | CE Sabadell            | 34   | 25      | 1,36    |
| 3r      | Ignacio Eizaguirre    | València CF            | 34   | 23      | 1,48    |
| 4t      | Antonio Pérez         | Atlético Aviación      | 36   | 23      | 1,57    |
| ·       | Juan Velasco          | FC Barcelona           | 36   | 23      | 1,57    |
| 6è      | José María Busto      | Sevilla FC             | 38   | 22      | 1,73    |
| 7è      | Francisco Simón       | Celta de Vigo          | 42   | 23      | 1,83    |
| 8è      | Juan Acuña            | Deportivo de La Coruña | 47   | 23      | 2,04    |